# Comité Cisne
Comité Cisne va ser una banda valenciana de rock en castellà, nascuda en 1984 a partir de la fusió dos grups: Última Emoción de València i Garage d'Alacant.
El grup està inicialment format per Carlos Goñi com a cantant (líder fins aleshores del grup Garage), dos components del grup Última Emoción (José Luis Macias als teclats i Lino Oviaño a la guitarra) i Remi Carreres (ex component del grup Glamour) al baix.
Durant l'any següent a la seua formació, s'uneix al grup el bateria Rafael Picó i enregistren el seu primer maxi-single, Dulces horas, publicat per la discogràfica EMI. En l'any 1986 el grup firma un contracte amb la discogràfica DRO i enregistra el seu primer àlbum d'estudi, Comité Cisne, que inclou sis cançons. El disc no té la repercussió esperada i la companyia rescindeix el contracte amb el grup. Malgrat tot, el grup comença a tenir certa notorietat en l'àmbit local.
Amb el segell independent valencià Intermitente signen un nou contracte i durant 1987 publiquen el seu segon àlbum, El final del mar, i un EP nomenat Tres canciones de Lou Reed, en el que enregistren tres versions de cançons del músic estatunidenc Lou Reed, una de les principals influències del grup.
El tercer àlbum que enregistren s'anomena Beber el viento i ho fan a uns estudis d'Anglaterra el març de 1988. Durant aquest enregistrament es fan paleses les diferències entre Carlos Goñi i José Luis Macias respecte al so que deuria definir al grup, i finalment, Goñi i Rafael Picó abandonen el grup i creen un nou projecte anomenat Revólver.
La resta del grup, Macias i Carreres, van buscar a dos nous músics: el guitarrista Goyo Esteban i el vocalista Jesús Astorga, i van signar un nou contracte amb Ariola Rècords, sota el qual van publicar en 1990 l'àlbum Instinto. Poc temps després de la seua publicació, el grup es dissol definitivament.
En 2002, deu anys després de la fi de Comité Cisne, Carlos Goñi va remasteritzar i reeditar tres dels quatre treballs del grup: El final del mar, Tres canciones de Lou Reed i Beber el viento.